# Zosis peruana
Zosis peruana är en spindelart som först beskrevs av Eugen von Keyserling 1881.  Zosis peruana ingår i släktet Zosis och familjen krusnätsspindlar. Inga underarter finns listade i Catalogue of Life.